# Patrick Wilson (actor)
Patrick Joseph Wilson (Norfolk, Virginia; 3 de julio de 1973) es un actor y cantante estadounidense. Desde 1996 ha participado en varios musicales y ha protagonizado varias obras teatrales en el circuito de Broadway.
Es dos veces nominado al premio Tony por sus papeles en The Full Monty (2000-2001) y Oklahoma! (2002). En 2003, coprotagonizó la aclamada miniserie de HBO, Angels in America, por la que fue nominado tanto para el Globo de Oro, como para el Premio Primetime Emmy como Mejor Actor de Reparto en una miniserie o película.
Wilson también ha aparecido en películas como El fantasma de la ópera (2004), Hard Candy (2005), Little Children (2006), Watchmen (2009), Insidious (2010), The A-Team (2010), Insidious: Chapter 2 (2013), y como el demonólogo, Ed Warren en The Conjuring Universe (2013-presente). Se ha ganado la reputación de ser un "rey del grito", debido a su frecuente participación en películas de terror.
En televisión, protagonizó la serie dramática de CBS, A Gifted Man, donde encarnó el papel de un neurocirujano que ve el espíritu de su difunta esposa. (2011-2012) y como Lou Solverson en la segunda temporada de la serie de antología de FX, Fargo (2015), por la que recibió una segunda nominación al Globo de Oro. En el Universo extendido de DC, interpretó a Orm Marius / Ocean Master en la película de superhéroes Aquaman (2018) y prestó su voz al presidente de los Estados Unidos en Batman v Superman: Dawn of Justice (2016).

## Biografía

### Primeros años
Wilson nació en Norfolk, Virginia y se crio en San Petersburgo, Florida. Su madre, Mary K. Wilson, es una profesora de canto y cantante profesional, y su padre, John Wilson, es un presentador de noticias del canal de televisión WTVT en Tampa, Florida, el cual está afiliado a la cadena de televisión Fox. Su hermano Mark también trabaja como presentador de noticias en la misma cadena televisiva. Tiene otro hermano, llamado Paul, quien dirige una compañía de relaciones públicas y publicidad en San Petersburgo, Florida.
Wilson estudió en la secundaria Shorecrest Preparatory School en San Petersburgo y en una entrevista declaró que fue allí donde tuvo sus primeras experiencias como actor al participar en obras teatrales de William Shakespeare y en varios musicales. En 1995 se graduó de la Universidad Carnegie Mellon en Pittsburgh, Pensilvania, con un título en Arte Dramático.

### Carrera
En el año 2003 los críticos elogiaron su actuación en la miniserie dramática Angels in America, la cual fue emitida por la cadena televisiva HBO. Su interpretación de Joe Pitt le mereció nominaciones a los premios Globo de Oro y Emmy en la categoría a mejor actor de reparto. 
En 2004 participó en el rodaje de la película The Alamo. Ese mismo año actuó en El Fantasma de la Ópera, junto a los actores Gerard Butler y Emmy Rossum.
En 2006 interpretó el papel de Michael Sheppard en el filme Running with Scissors, el cual está basado en el relato autobiográfico del autor estadounidense Augusten Burroughs. Posteriormente actuó en Little Children junto a Kate Winslet, y por la que obtuvo una nominación a mejor actor de drama en los premios Satellite. En 2008 personificó a Chris Mattson en la película Lakeview Terrace junto a Samuel L. Jackson, Kerry Washington y Jay Hernández. Un año después representó al personaje Búho nocturno II en el filme Watchmen, dirigido por Zack Snyder.
En 2010 interpretó a un reportero en la comedia Morning Glory junto a Rachel McAdams, Jeff Goldblum, Harrison Ford y Diane Keaton. En 2011 protagonizó la película de cine independiente Insidious, en donde encarnó el papel de Josh. El 23 de septiembre de 2011 estrenó en Estados Unidos la serie A Gifted Man, donde interpreta el personaje de Michael Holt, un talentoso cirujano.
En 2013, Wilson interpretó al famoso investigador paranormal Ed Warren, junto a Vera Farmiga interpretando a su esposa Lorraine, en la película de terror The Conjuring. La película fue aclamada por la crítica y se convirtió en una de las películas de terror más taquilleras de todos los tiempos. Wilson repitió el papel en la secuela de la película, The Conjuring 2, estrenada el 10 de junio de 2016.
En 2015 protagonizó la segunda temporada de la serie televisiva Fargo, de la cadena FX, basada en la película del mismo nombre de los hermanos Coen, estrenada en 1996. En la serie, Wilson interpreta al oficial de policía Lou Solverson, papel que ya fue interpretado en una versión más adulta por Keith Carradine en la primera temporada de la serie. En marzo de 2014, Wilson fue elegido para un papel no especificado en la película del Universo cinematográfico de Marvel, Ant-Man, pero luego abandonó la película debido a conflictos de agenda provocados por múltiples retrasos en la producción de la película. Ese mismo año, fue elegido como Arthur O'Dwyer en la película del oeste Bone Tomahawk, junto a Kurt Russell y Matthew Fox.
En 2016, coprotagonizó la película biográfica de John Lee Hancock, The Founder, como Rollie Smith, basada en la vida del fundador de los restaurantes de comida rápida McDonald's, Ray Kroc. En agosto de 2016, Barbra Streisand lanzó el álbum Encore: Movie Partners Sing Broadway, en el que ella y Wilson hacen un dueto de la canción «Loving You» del musical de Stephen Sondheim, Passion.
En 2018, Wilson coprotagonizó el thriller de acción de Jaume Collet-Serra, The Commuter, reuniéndose con su coprotagonista de The Conjuring, Farmiga, e interpretando a un amigo de confianza del personaje de Liam Neeson. [35] También ese año, interpretó a Orm Marius / Ocean Master en la película Aquaman del Universo extendido de DC, dirigida por su colaborador James Wan.
El 8 de noviembre de 2019, se estrenó Midway, la exitosa película de Roland Emmerich, protagonizada por Wilson junto con Ed Skrein, Mandy Moore, Luke Evans, Aaron Eckhart, Nick Jonas, Dennis Quaid y Woody Harrelson. En junio de 2020, Wilson firmó para Moonfall de Emmerich. La producción comenzó en octubre de 2020 y está programada para su estreno en 2021.
En su debut como director, Wilson dirigió Insidious: The Red Door. Anunciado en octubre de 2020, la película serviría como una secuela directa de Insidious: Chapter 2 con Wilson y Ty Simpkins retomando sus papeles. El guionista de Halloween Kills, Scott Teems, escribió el guion basado en una historia de Leigh Whannell. Whannell, James Wan, Jason Blum y Oren Peli produjeron la película, mientras que Brian Kavanaugh-Jones y Steven Schneider actuarán como productores ejecutivos.

## Vida personal
En 2005, Wilson se casó con la actriz Dagmara Domińczyk. En 2006, Domińczyk dio a luz a su primer hijo, y en 2009, a su segundo hijo. Actualmente vive en Montclair, Nueva Jersey con su familia.
En mayo de 2012, Wilson pronunció el discurso de apertura de su alma mater, Carnegie Mellon University, en el que habló de sus recuerdos de la niñez y de su carrera.
El 26 de mayo de 2012, la banda VanWilson, compuesta por Wilson en la voz / batería y sus hermanos, Mark en la guitarra y Paul en la voz, realizó un concierto benéfico para el programa "Paws For Patriots" de Southeastern Guide Dogs en St. Petersburg, Florida. Recaudaron $ 30,000 para el programa y fueron honrados por la organización al tener cachorros con su nombre. Los hermanos también han realizado conciertos benéficos para All Children's Hospital y la Clínica Gratuita de San Petersburgo.

## Filmografía

### Cine
| Año  | Título                                 | Rol                                    | Notas |
| ---- | -------------------------------------- | -------------------------------------- | --- |
| 2001 | My Sister's Wedding                    | Quinn                                  | Película no estrenada |
| 2004 | The Alamo                              | William Travis                         | |
| 2004 | El fantasma de la ópera                | Raoul                                  | Nominado—Premio Satellite al mejor actor de reparto en una película de comedia o musical |
| 2005 | Hard Candy                             | Jeff Kohlver                           | Nominated—Premio Fangoria Chainsaw para la relación del infierno (compartido con Elliot Page) |
| 2006 | Little Children                        | Brad Adamson                           | Premio Young Hollywood para la interpretación revelación masculina Nominado—Premio Circuit Community al mejor reparto Nominado—Premio Satellite al mejor actor de reparto en una película dramática |
| 2006 | Recortes de mi vida                    | Michael Shephard                       | |
| 2007 | Purple Violets                         | Brian Callahan                         | |
| 2007 | Evening                                | Harris Arden                           | |
| 2007 | Brothers Three: An American Gothic     | Peter                                  | |
| 2008 | Life in Flight                         | Will Sargent                           | |
| 2008 | Lakeview Terrace                       | Chris Mattson                          | |
| 2008 | Passengers                             | Eric Clark                             | |
| 2009 | Watchmen                               | Dan Dreiberg / Búho Nocturno II        | |
| 2010 | Barry Munday                           | Barry Munday                           | |
| 2010 | The A-Team                             | Agente Lynch / Agente Vance Burress    | |
| 2010 | The Switch                             | Roland Nilson                          | |
| 2010 | Insidious                              | Josh Lambert                           | Nominado—Scream Award al mejor actor de terror |
| 2010 | Morning Glory                          | Adam Bennett                           | |
| 2011 | The Ledge                              | Joe Harris                             | |
| 2011 | Young Adult                            | Buddy Slade                            | |
| 2012 | Prometheus                             | Padre de Elizabeth Shaw                | |
| 2013 | The Conjuring                          | Ed Warren                              | Nominado—Premio Fright Meter al Mejor Actor |
| 2013 | Insidious: Chapter 2                   | Josh Lambert                           | Nominado—Premio Fangoria Chainsaw al Mejor Actor Nominado—Premio Fright Meter al Mejor Actor |
| 2014 | Jack Strong                            | David Forden                           | |
| 2014 | Space Station 76                       | Captain Glenn Terry                    | |
| 2014 | Stretch                                | Kevin "Stretch" Brzyzowski             | |
| 2014 | Big Stone Gap                          | Jack MacChesney                        | |
| 2014 | Let's Kill Ward's Wife                 | David                                  | También productor |
| 2015 | Zipper                                 | Sam Ellis                              | |
| 2015 | Home Sweet Hell                        | Don Champagne                          | |
| 2015 | Bone Tomahawk                          | Arthur O'Dwyer                         | |
| 2016 | Batman v Superman: Dawn of Justice     | Presidente de los Estados Unidos (voz) | Cameo |
| 2016 | A Kind of Murder                       | Walter Stackhouse                      | |
| 2016 | The Hollow Point                       | Sheriff Wallace Skolkin                | |
| 2016 | The Conjuring 2                        | Ed Warren                              | |
| 2016 | The Founder                            | Rollie Smith                           | |
| 2018 | El pasajero                            | Alex Murphy                            | |
| 2018 | Nightmare Cinema                       | Eric Sr.                               | |
| 2018 | Aquaman                                | Orm Marius / Ocean Master              | Nominado—Premio Teen Choice al mejor villano |
| 2019 | Annabelle Comes Home                   | Ed Warren                              | |
| 2019 | The Assistant                          | Actor famoso                           | Cameo no acreditado |
| 2019 | In the Tall Grass                      | Ross Humboldt                          | |
| 2019 | Midway                                 | Edwin Layton                           | |
| 2021 | The Conjuring: The Devil Made Me Do It | Ed Warren                              | |
| 2022 | Moonfall                               | Brian Harper                           | |
| 2022 | Aquaman y el Reino Perdido             | Orm Marius / Ocean Master              | |
| 2023 | Insidious: The Red Door                | Josh Lambert                           | También director (debut) |
| 2025 | Millers in Marriage                    | Scott                                  | |

### Televisión
| Año        | Título                   | Rol              | Notas |
| ---------- | ------------------------ | ---------------- | --- |
| 2003       | Angels in America        | Joe Pitt         | 6 episodios; Online Film & Television Association Award al Mejor Actor de Reparto en una película o miniserie Nominado—Premio Globo de Oro al mejor actor de reparto de serie, miniserie o telefilme Nominado—Premio Primetime Emmy al mejor actor de reparto en una miniserie o telefilme Nominado—Premio Satellite al mejor actor de reparto en una serie, miniserie o telefilme |
| 2006       | Tampa Bay: Living Legacy | Narrador (voz)   | Documental |
| 2009       | American Dad!            | Jim (voz)        | Episodio: "Wife Insurance" |
| 2011–2012  | A Gifted Man             | Dr. Michael Holt | 16 episodios |
| 2013, 2017 | Girls                    | Joshua           | 2 episodios; Nominado—Premio de la Crítica Televisiva al mejor actor de reparto en una serie de comedia Nominado—Premio Gold Derby al mejor actor invitado en una serie de comedia |
| 2015       | Fargo                    | Lou Solverson    | 10 episodios; Nominado—Premio de la Crítica Televisiva al mejor actor en película/miniserie Nominado—Premio Gold Derby al mejor actor en película/miniserie Nominado—Premio Globo de Oro al mejor actor de reparto de serie, miniserie o telefilme Nominado—IGN Summer Movie Award al mejor actor de televisión Nominado—Premio Saturn al mejor actor de reparto en televisión     |
| 2019       | The Other Two            | Él mismo         | Episodio: "Chase Shoots a Music Video" |

### Teatro
| Año  | Obra                    | Personaje      | Notas |
| ---- | ----------------------- | -------------- | --- |
| 1995 | Miss Saigon             | Chris Scott    | Suplente |
| 1996 | Carousel                | Billy Bigelow  | Gira nacional de Estados Unidos                                                                                    |
| 1999 | Bright Lights, Big City | Jamie Conway   | Off-Broadway Nominado—Premio Drama Desk al mejor actor en un musical                                               |
| 2000 | Tenderloin              | Tommy Howatt   | Concierto Broadway Encores!                                                                                        |
| 2001 | The Full Monty          | Jerry Lukowski | Broadway Nominado—Premio Drama Desk al mejor actor en un musical Nominado—Premio Tony al mejor actor en un musical |
| 2002 | Oklahoma!               | Curly          | Broadway Nominado—Premio Drama Desk al mejor actor en un musical Nominado—Premio Tony al mejor actor en un musical |
| 2006 | Barefoot in the Park    | Paul Bratter   | Broadway |
| 2008 | All My Sons             | Chris Keller   | Broadway |
| 2014 | Guys and Dolls          | Sky Masterson  | Carnegie Hall concert                                                                                              |
| 2017 | Brigadoon               | Tommy Albright | New York City Center Special Event                                                                                 |

## Premios

### Premios Young Artist
| Año  | Categoría                           | Trabajo nominado | Resultado |
| ---- | ----------------------------------- | ---------------- | --------- |
| 2006 | Interpretación revelación masculina | Little Children  | Ganador   |